# Гонжинский сельсовет
Гонжи́нский сельсове́т — сельское поселение в Магдагачинском районе Амурской области.
Административный центр — село Гонжа.

## История
12 мая 2005 года в соответствии с Законом Амурской области № 477-ОЗ муниципальное образование наделено статусом сельского поселения.

## Население
| 2002 | 2010 | 2011 | 2012 | 2013 | 2014 | 2015 |
| ---- | ---- | ---- | ---- | ---- | ---- | ---- |
| 1047 | ↘867 | ↘864 | ↘829 | ↘785 | ↘763 | ↘742 |
| 2016 | 2017 | 2018 | 2021 |      |      |      |
| ↗756 | ↗763 | ↘759 | ↘553 |      |      |      |

## Состав сельского поселения
| № | Населённый пункт | Тип населённого пункта       | Население |
| - | ---------------- | ---------------------------- | --------- |
| 1 | Гонжа            | село, административный центр | ↘735      |
| 2 | Кислый Ключ      | село                         | →24       |
| 3 | Нюкжа            | железнодорожная станция      | ↘0        |